# Dichelacera scapularis
Dichelacera scapularis är en tvåvingeart som beskrevs av Macquart 1847. Dichelacera scapularis ingår i släktet Dichelacera och familjen bromsar. Inga underarter finns listade i Catalogue of Life.